# یواس‌اس لانس (ای‌ام-۲۵۷)
یواس‌اس لانس (ای‌ام-۲۵۷) (به انگلیسی: USS Lance (AM-257)) یک کشتی بود که طول آن ۱۸۴ فوت ۶ اینچ (۵۶٫۲۴ متر) بود. این کشتی در سال ۱۹۴۳ ساخته شد.